# Concours de façades de la Ville de Paris
Le concours de façades de la Ville de Paris est un concours d'architecture organisé par la mairie de Paris, en France, au début du XXe siècle.

## Histoire
Le concours de façades se tient annuellement entre 1898 et la fin des années 1930, avec une interruption pendant la Première Guerre mondiale. Il récompense plusieurs immeubles achevés pendant l'année.
Le concours est créé après le percement de la rue Réaumur, effectué en 1897. La ville de Paris s'inspire d'un concours réalisé à Bruxelles dans les années 1890 afin de promouvoir l'érection de bâtiments originaux sur cette rue ; tout d'abord restreint à la seule rue Réaumur, le concours est finalement étendu à la totalité de Paris.
Chaque année, le jury doit examiner de 80 à 100 immeubles neufs.
Les propriétaires des bâtiments primés sont exemptés de la moitié des droits de voirie relatifs à la construction. L’architecte se voit décerner une médaille d’or et l’entrepreneur une médaille de bronze.
En 1904, le journal Le Matin lance un « Concours de mansardes » s’adressant à tous les architectes français, de façon à obtenir « que la maison soit belle mais qu’elle soit en outre logeable pour tous ceux qui l’habiteront », domestiques compris.
Le concours est, après la Première Guerre mondiale, l’objet de critiques, certains soulignant que la beauté d’un immeuble ne peut se résumer à l’apparence de sa façade .
En 2017, le groupe UDI-MoDem du Conseil de Paris propose de rétablir le concours.

## Lauréats
L'année en gras est celle du rendu du jugement, les immeubles ayant généralement été construits l'année précédente.
- 1898 (liste[8], illustrations[9],[10]) :
  - Hector Guimard : Castel Béranger, 14, rue Jean-de-La-Fontaine, 16e[11]
  - Georges Debrie : 24, rue du Roi-de-Sicile, 4e
  - Charles Breffendille : 18, rue Croix-des-Petits-Champs, 1er (détruit vers 1916 lors du percement de la rue du Colonel-Driant)
  - Louis-Pierre Marquet : 204, rue de Grenelle, 7e
  - Henri Bunel et Fernand Dupuis : 39, avenue Franklin-D.-Roosevelt (anciennement : avenue d'Antin), 8e
  - Michel Rabier : 87, boulevard de la Villette, 10e

- 1899 (liste[12] illustrations[13],[14],[15],[16])
  - Richard Bouwens van der Boijen : 8, rue de Lota, 16e[17]
  - Eugène Bruneau : 270, boulevard Raspail, 14e
  - Alexandre Marcel : 17, avenue de Breteuil, 7e
  - Georges Morin-Goustiaux : la New-York, 1, rue Le Peletier-16, boulevard des Italiens, 9e (détruit en 1926[18])
  - Gustave Rives : 45, rue du Château-d'Eau, 10e
  - Sinell : 11, rue Edmond-Valentin, 7e

- 1900[19] (liste et illustrations[20]) :
  - Édouard Arnaud : 16, rue Octave-Feuillet, 16e
  - Édouard Perronne : 3, rue Danton, 6e
  - Gustave Goy : 21, rue Monsieur, 7e
  - Jacques Hermant : 85-87, rue du Faubourg-Saint-Martin, 10e
  - Paul Legriel : 170, rue de la Convention, 15e
  - Albert le Voisvenel : 81, avenue de Malakoff, 16e

Remarque : à l’époque, plusieurs journaux ont annoncé par erreur la victoire du 1, rue Danton, réalisé par Édouard Arnaud, et cette erreur a longtemps persisté. Cette confusion s’explique de plusieurs façons : c’est l’immeuble situé au no 3 qui a été primé (et non au no 1), construit par un architecte ayant le même prénom qu’Édouard Arnaud ; dans le même temps, ce dernier a effectivement été récompensé mais pour la façade de la rue Octave-Feuillet ; enfin, le caractère remarquable du 1, rue Danton lui  a valu d’être inscrit à l’inventaire supplémentaire des monuments historiques en 1964. 

Quelques immeubles lauréats
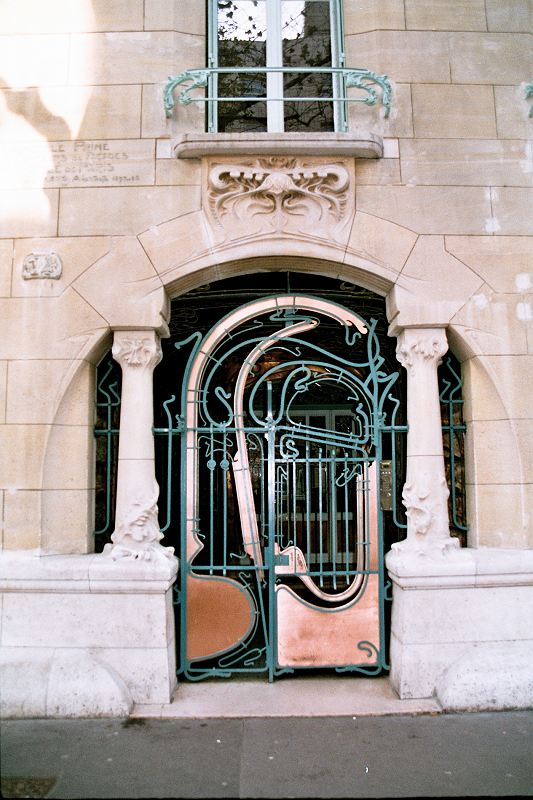
1898 : portail du Castel Béranger, 14, rue Jean-de-La-Fontaine, 16e arrondissement.
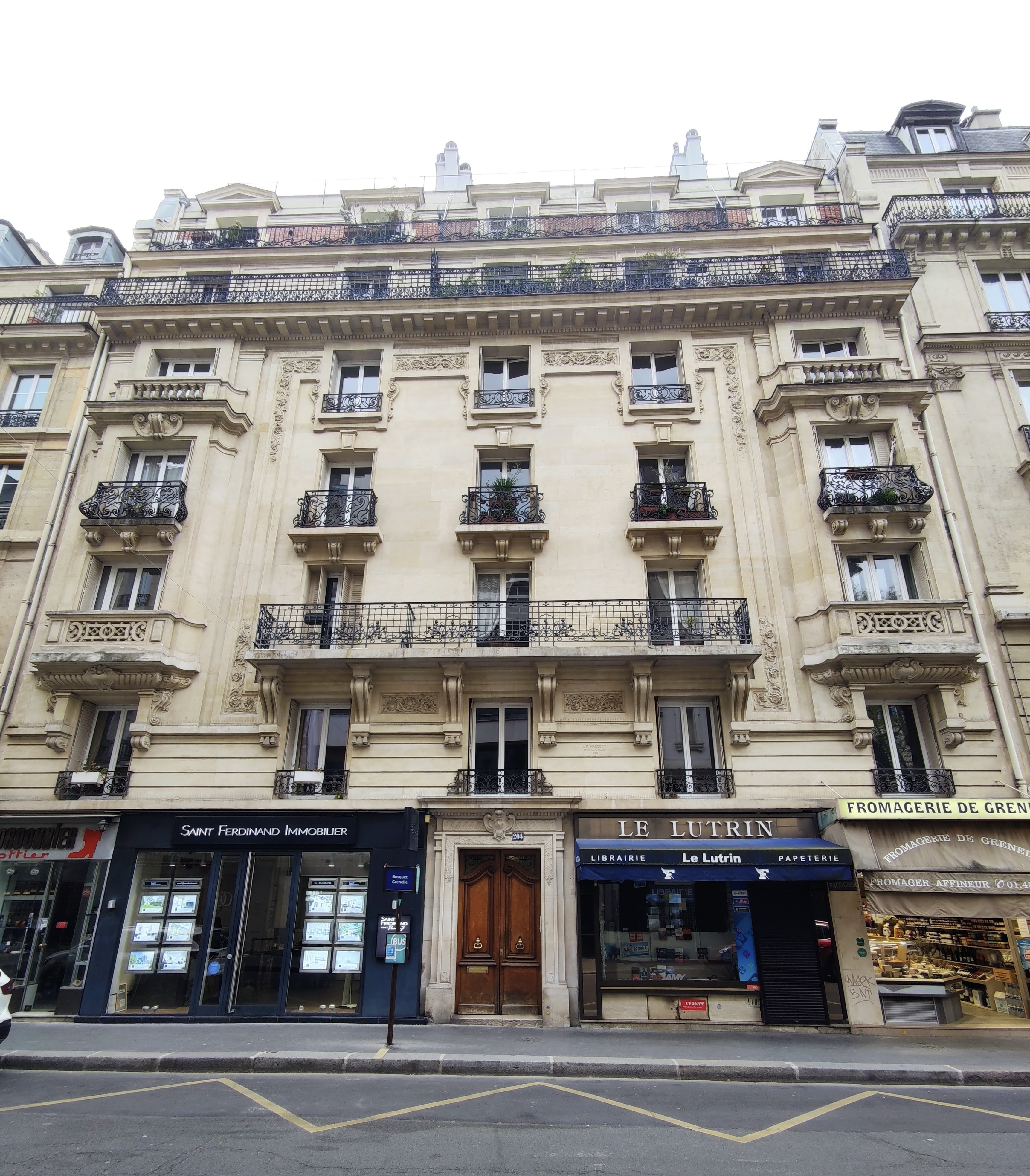
1898 : 204, rue de Grenelle, 7e arrondissement.
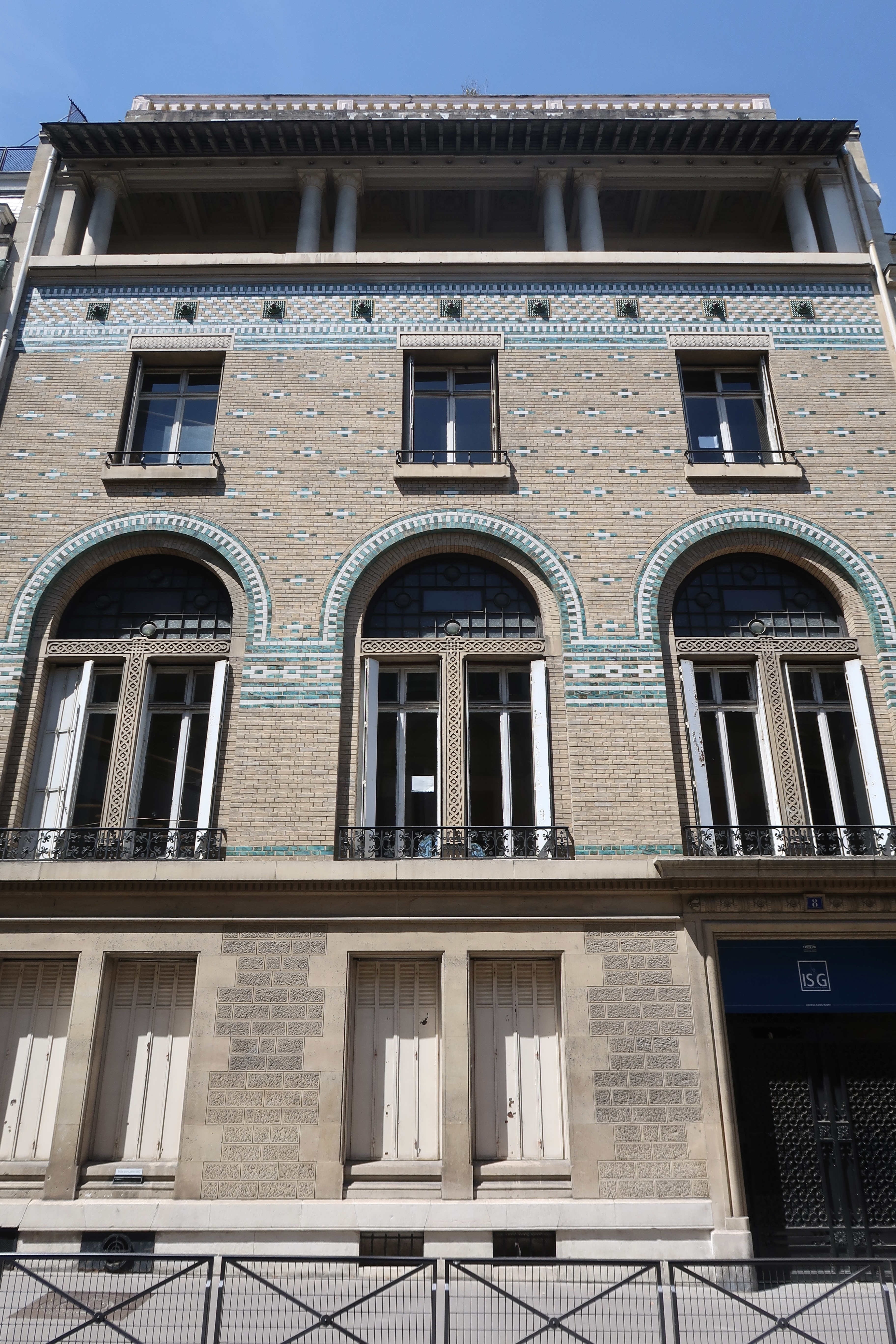
1899 : 8, rue de Lota, 16e arrondissement.
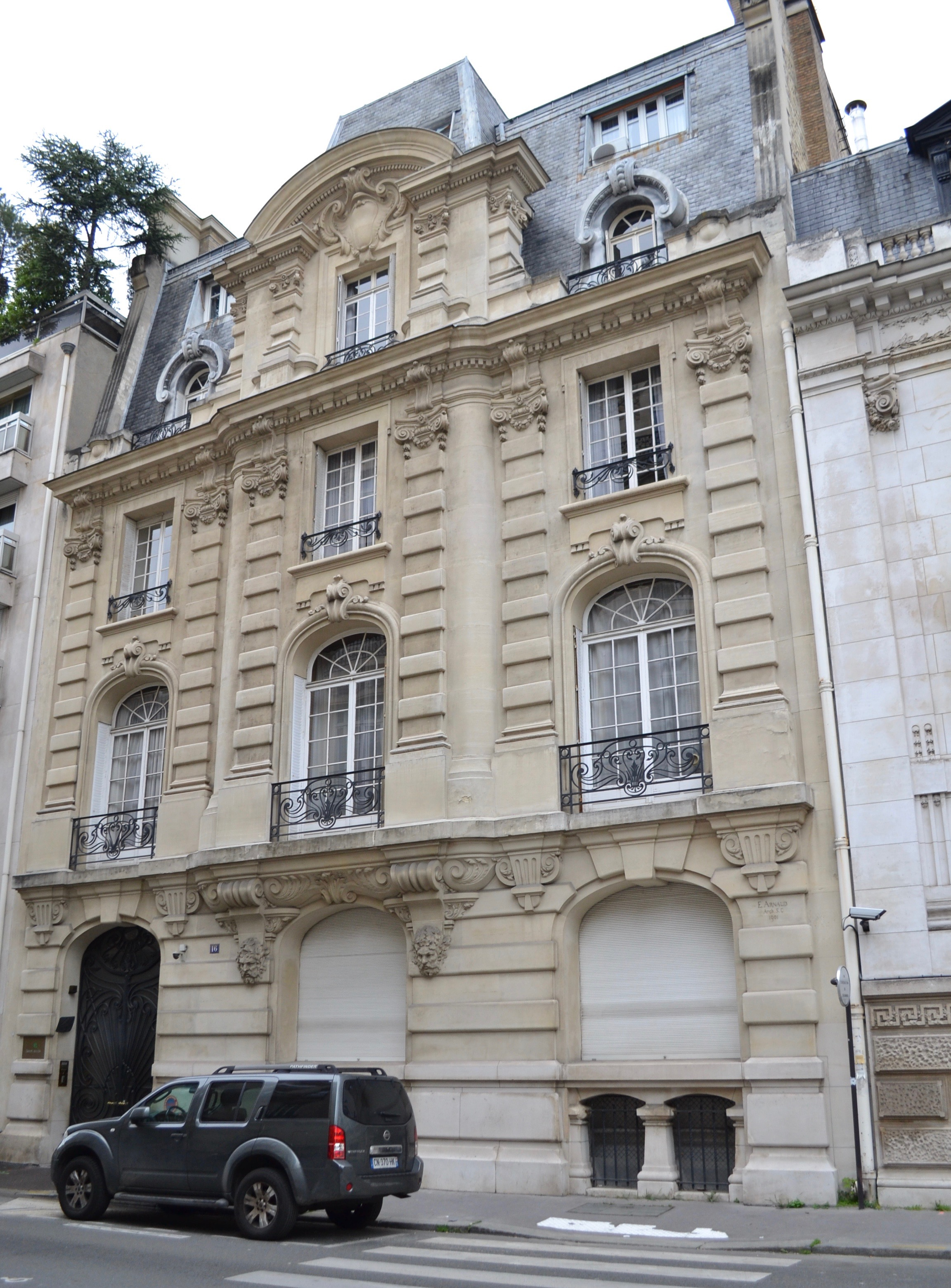
1900 : 16, rue Octave-Feuillet, 16e arrondissement.
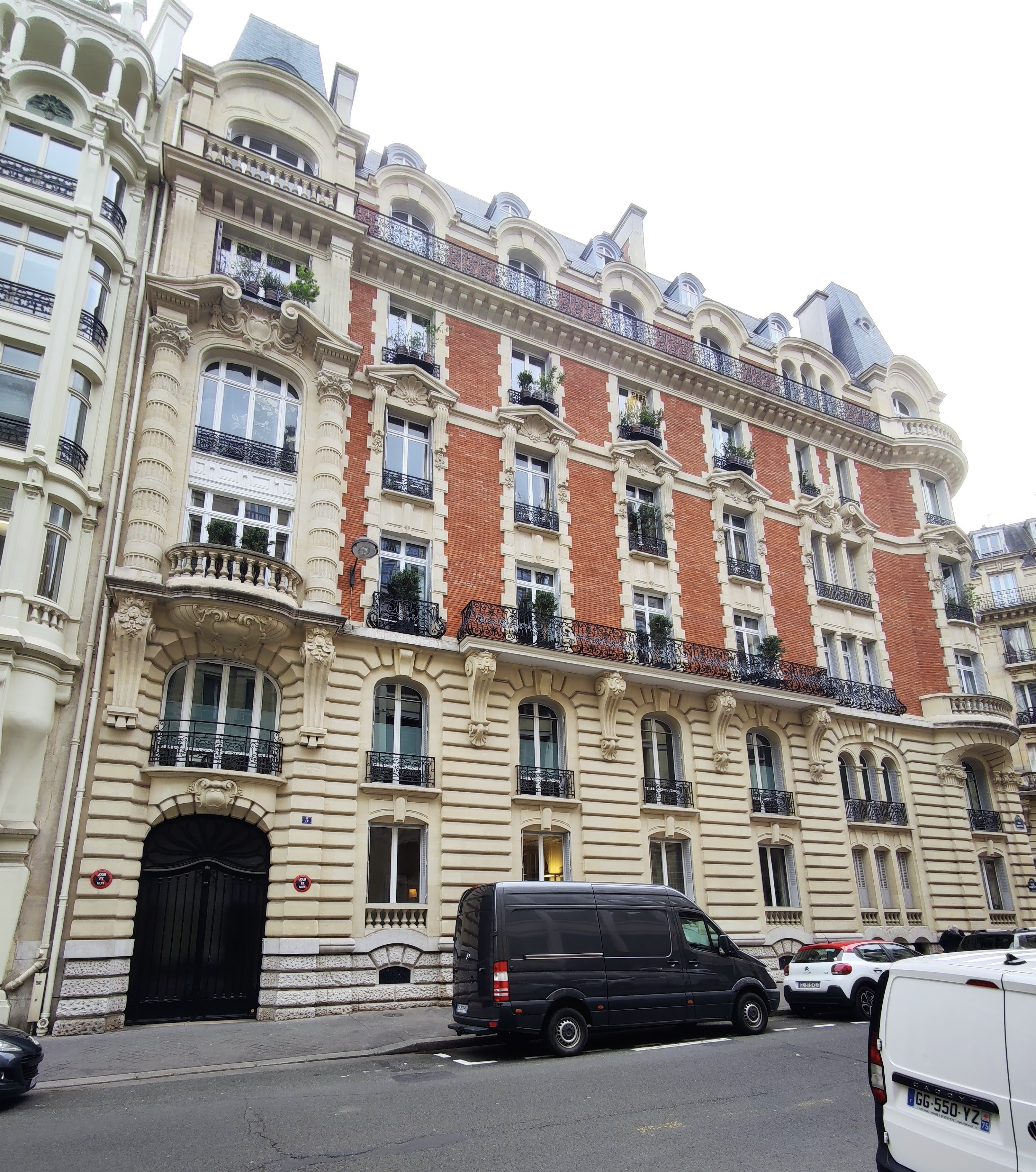
1900 : 6, rue Danton, 6e arrondissement.
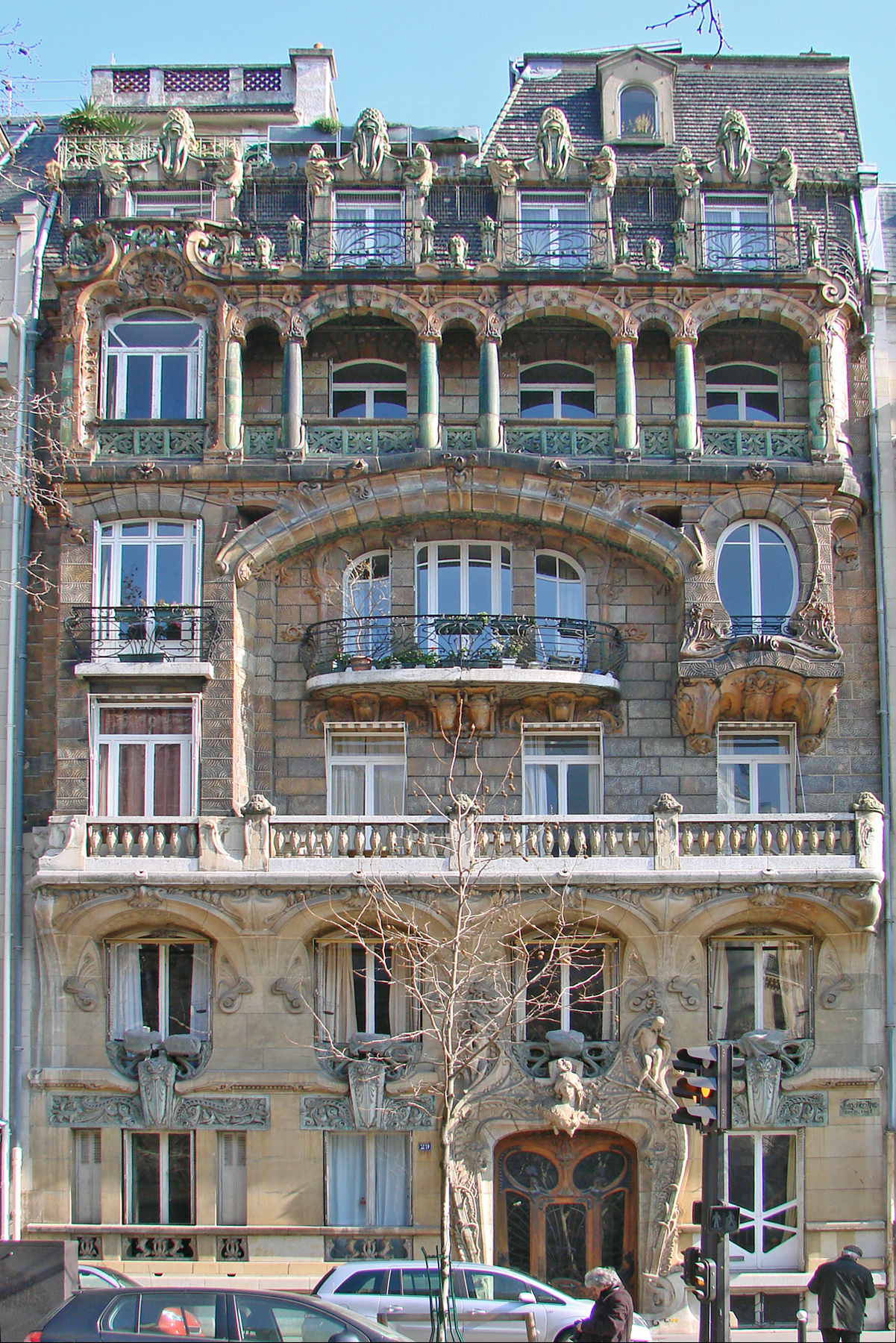
1901 : immeuble Lavirotte, 29, avenue Rapp, 7e arrondissement.

- 1901[22],[23] :
  - Jules Lavirotte : immeuble Lavirotte, 29, avenue Rapp, 7e[24]
  - Gaston Dupommereull : 201, boulevard Saint-Germain, 7e
  - Gabriel Pasquier : 199 b, boulevard Saint-Germain, 7e
  - Alphonse Fiquet : 38-40, rue Condorcet, 9e
  - Paul Noël : place des Saussaies, 8e
  - Charles Labro : 4-6, rue de l'Abbaye, 6e

- 1902 :

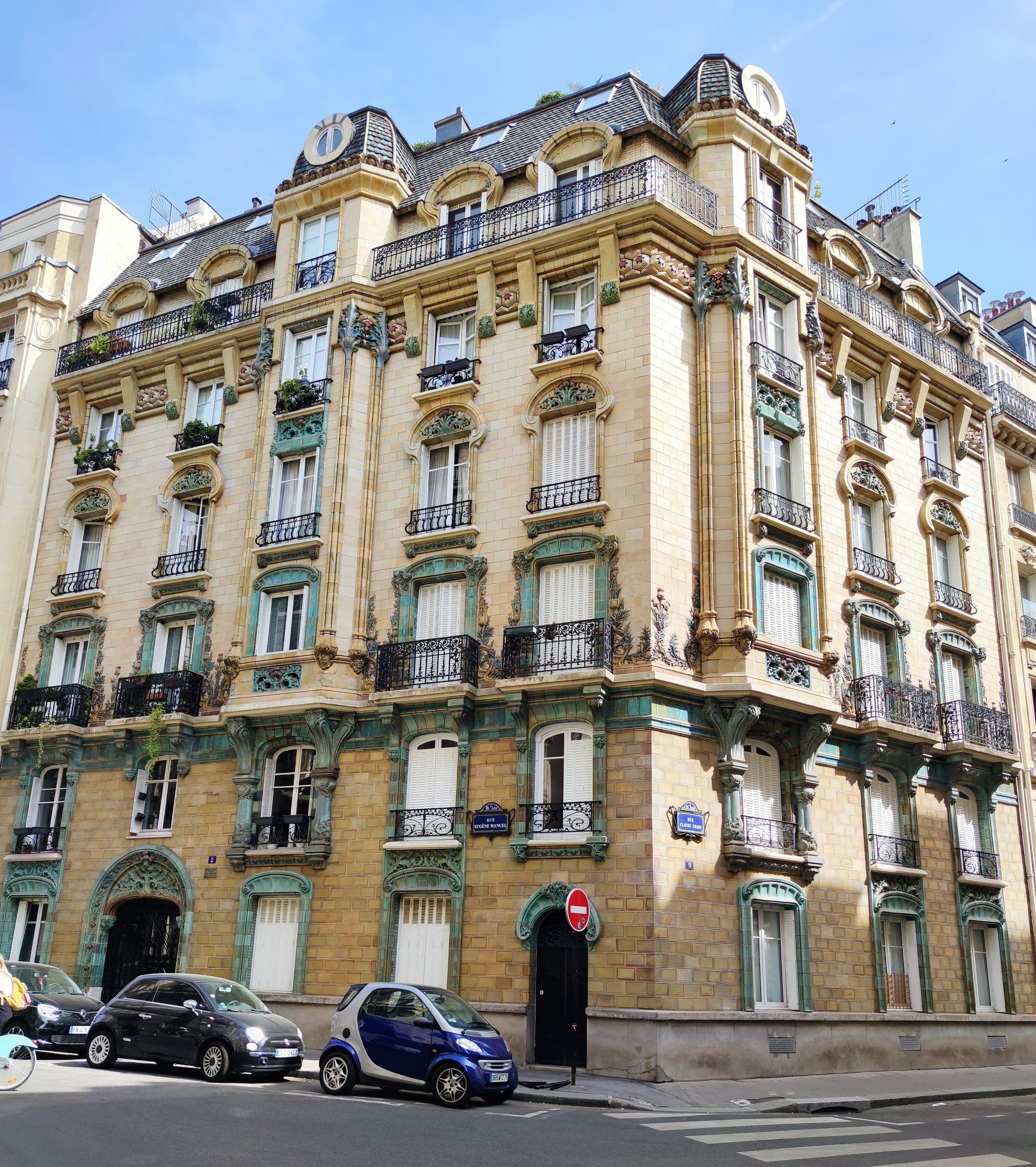
Immeuble Les Chardons, Charles Klein, 16e arrondissement, 1903.

  - Jacques Muscat : 45, rue de Bellechasse, 7e
  - Henri-Paul Nénot : 17, rue Laffitte, 9e
  - Charles Labouret : 23, rue de Mogador, 9e
  - Maurice Hodanger : 38 bis, rue Fabert, 7e
  - Adolphe Bocage : 133, boulevard de Ménilmontant, 11e
  - Henri Delage : 164-166, rue de Courcelles, 17e
  - Octave Raquin : Les Arums, 33, rue du Champ-de-Mars, 7e

- 1903 :
  - Charles Klein : immeuble Les Chardons, 9, rue Claude-Chahu et 2 rue Eugène-Manuel, 16e[25]
  - Stéphane Natanson : 98, avenue de Malakoff, 16e
  - Paul Friesé : 179-183, rue de Bercy, 12e
  - Armand Sibien : 185, rue Saint-Honoré, 1er
  - Albert Walwein : 96, rue Beaubourg, 4e
  - Charles Goujon : 41, rue Damrémont, 18e

- 1904 :

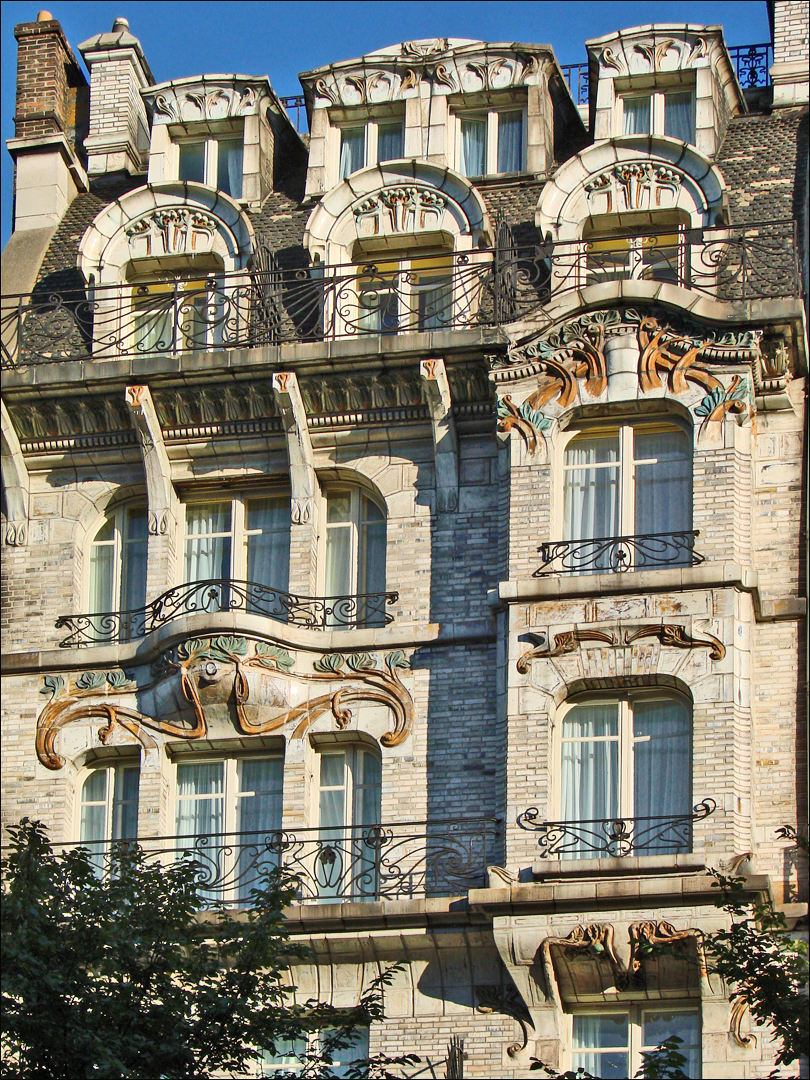
Hôtel Cėramic, Jules Lavirotte, 8e arrondissement, 1905.

  - Albert Benz : 26, rue François-Ier, 8e
  - Roger Bouvard et Gustave Umbdenstock : 10, avenue Alphand, 16e
  - Michel Le Tourneau : 36, rue de Bellechasse, 7e
  - Louis Parent : 19, rue Spontini, 16e
  - Georges Pradelle : 5, rue de Luynes, 7e

- 1905 :
  - Jules Lavirotte : Céramic Hôtel, 34, avenue de Wagram, 8e[26]
  - Théophile Leclerc : 48, rue des Petits-Champs (anc. rue Neuve-des-Petits-Champs), 2e
  - Théophile Leclerc : rue Marsollier
  - Hans-Georg Tersling : 41-49, rue de la Faisanderie, 16e
  - Auguste-Raoul Pellechet : 9, rue Pillet-Will, 9e
  - Joseph Charlet et F. Perrin : 43, rue des Couronnes, 20e

- 1906 :
  - Louis-Pierre Marquet : 14, rue Larrey, 5e (anciennement rue de la Pitié)
  - Henri Deglane : 90, rue de Grenelle, 7e[27]
  - Ernest Picard : 8, rue Alfred-Dehodencq, 16e[27]
  - Louis Sortais : 7 et 7 bis, rue de Paradis, 10e[27]

- 1907 :

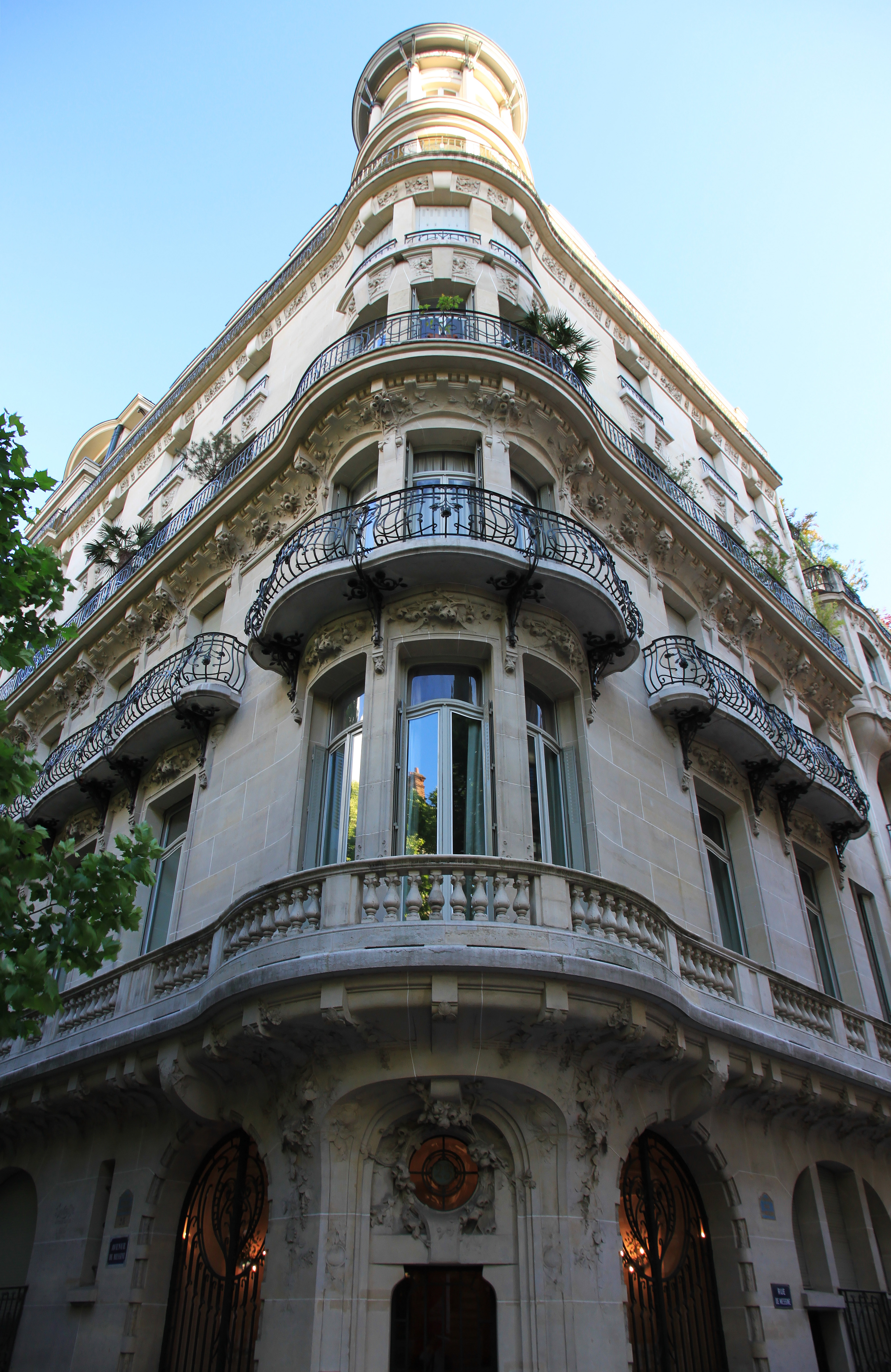
Jules Lavirotte, 23 avenue de Messine, 8e arrondissement, 1907.

  - Pierre Humbert : 124, avenue Victor-Hugo, 16e
  - Jules Lavirotte : 23, avenue de Messine, 8e
  - Félix Le Nevé et Albert d'Hont : 44, rue de Bassano, 8e
  - Marcel Auburtin : 13, rue de la Paix, 2e
  - Eugène Chifflot : 90 (anc. 110), boulevard Raspail
  - Bruno Pellissier : 51, rue Saint-Georges, 9e (disparue lors d'un remaniement en 1926[28])

- 1909 :
  - Mourzelas : 77, avenue Parmentier, 11e
  - Joseph Cassien-Bernard et Paul Friesé : 11, rue Pillet-Will, 9e
  - Émile Jarlat : 82, rue Saint-Lazare, 9e
  - Charles Stoullig : 83, avenue Henri-Martin, 16e
  - Roger Bouvard : 23, rue de la Paix, 2e
  - Auguste Garriguenc : 48 bis, rue de Rivoli, 4e

- 1910 :

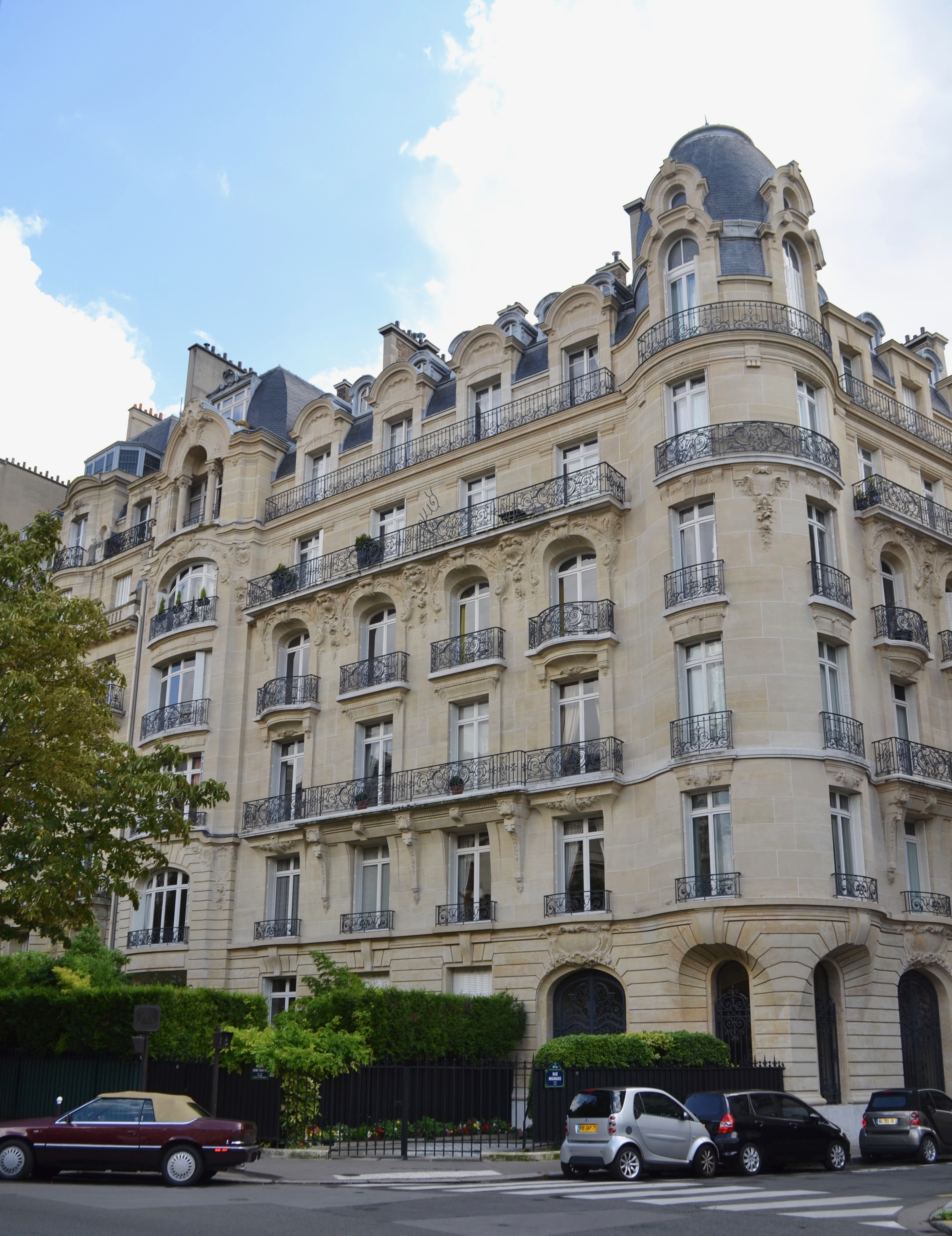
Charles Stoullig, 16e arrondissement.

  - Jean Naville et Achille Chauquet : 42, cours Albert-Ier (anc. 42, cours la Reine), 8e[29]
  - Charles Roussi : 64, rue Pergolèse, 16e
  - Henry Duray et Godon : 2, avenue de Camoëns, 16e
  - Albert Turin et Maurice Turin : 8, rue Fessart, 19e
  - Jules Formigé et Emmanuel Gonse : 6, rue Dufrenoy, 16e
  - Rigaud, Duval et Gonse : 6, rue aux Ours, 3e
  - P. Rigaud, Charles Duval, Emmanuel Gonse : 4 bis, rue aux Ours, 3e

- 1911[30] :

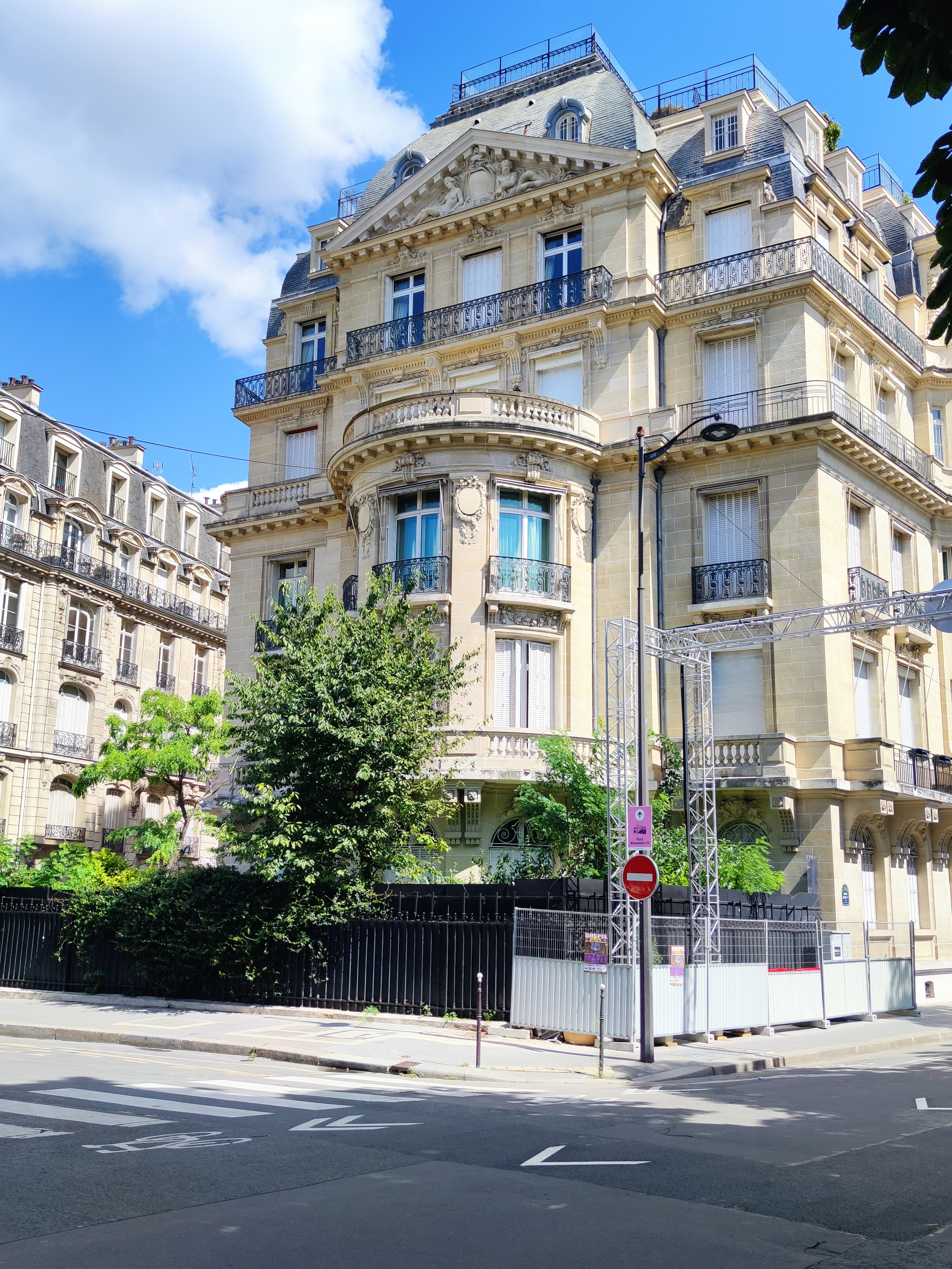
42, cours Albert-Ier, 8e arrondissement.

  - Charles Dupuy : 24, avenue de Saxe, 15e
  - Prosper Bobin et Maurice Sandoz : 10, rue Pierre-et-Marie-Curie, 5e
  - Georges Bourgouin : 9, rue Lalo, 16e
  - Léon et René Carrier : 84, avenue Niel, 17e
  - Ernest Picard : 4, rue Verdi, 16e
  - Joseph Charlet et F. Perrin : 24-26, rue Charles-Baudelaire, 12e

- 1912 :

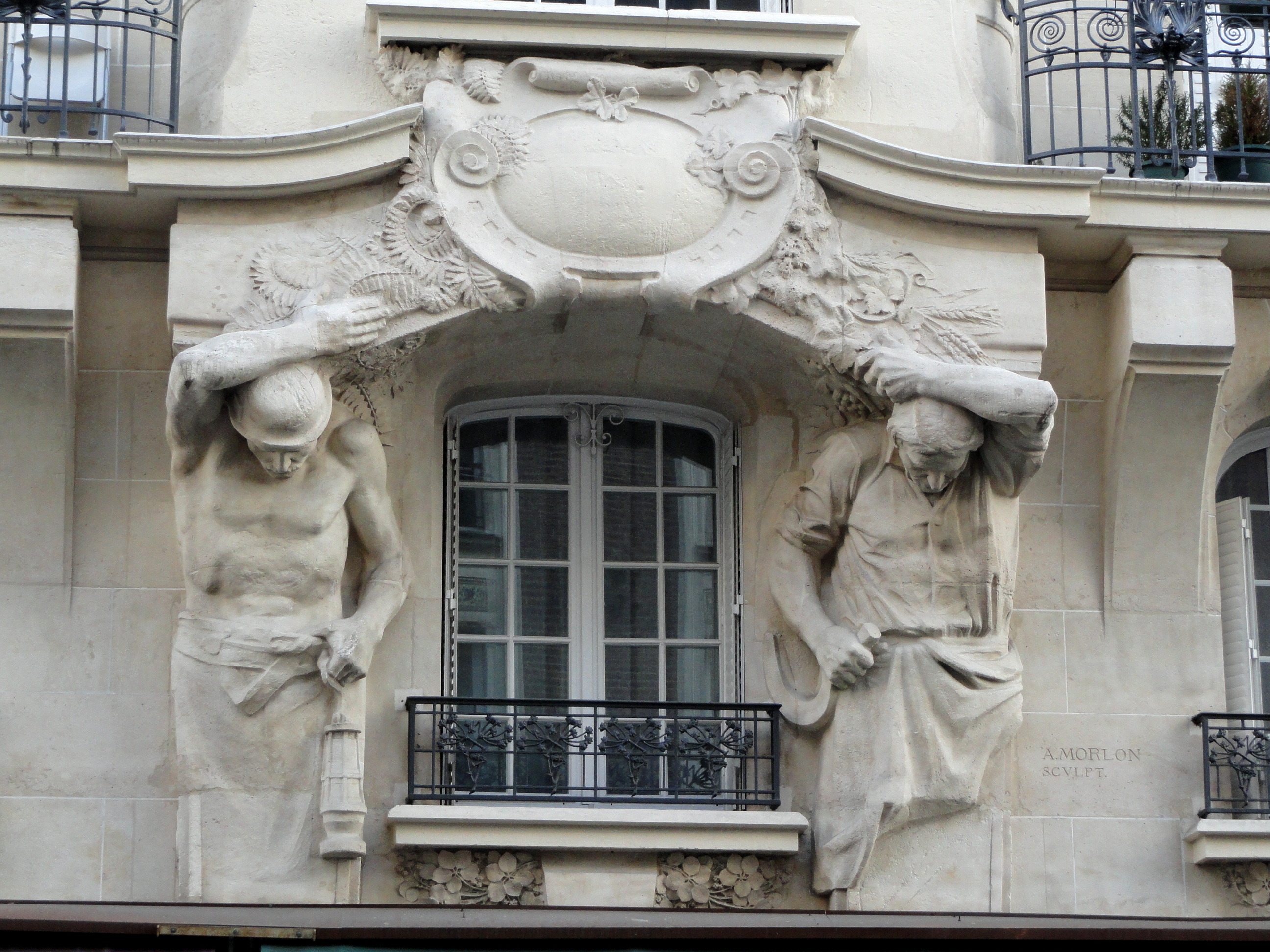
Détail, Atlantes mineur et agriculteur, Raoul Brandon,, 1911.

  - Raoul Brandon : 199-201, rue de Charenton, 12e
  - Théophile Leclerc : 2, rue Léon-Vaudoyer, 7e
  - Ernest Picard et Gustave Umbdenstock : 140, rue de la Tour, 16e
  - Feugneur : 31, avenue Félix-Faure, 15e
  - Roger Bouvard : 2, rue de Buenos-Aires, 7e
  - André Arfvidson : 31-31 bis, rue Campagne-Première, 14e[31]

- 1913 :
  - Charles Labro : 19, boulevard Suchet, 16e
  - Eugène Chifflot : 149, boulevard Haussmann, 8e
  - Georges Guiard : 33, rue Daru et 55 boulevard de Courcelles, 8e
  - Mathieu Vimort : 3, avenue Élisée-Reclus, 7e

- 1914 :
  - Émile Molinié : 7, rue Lebouis, 14e[32]

- 1922-1923 :
  - Raoul Brandon : 1, rue Huysmans, 6e
  - Ernest-Marie Herscher : 39, rue Scheffer, 16e[33]

- 1923-1924 :
  - François Vergnaud

- 1926 :
  - Georges Albenque et Eugène Gonnot : Hameau du Danube, 46-48, Rue du Général-Brunet, 19e
  - Henri Sauvage : 137, boulevard Raspail, 6e

- 1929 :
  - Joseph Bassompierre, Emmanuel Pontremoli, Paul de Rutté, Paul Sirvin : 36, rue Antoine-Chantin et 47 rue des Plantes, 14e

- 1930 :
  - Gabriel Brun : hôtel Regina de Passy, 6, rue de la Tour, 16e

Quelques immeubles lauréats
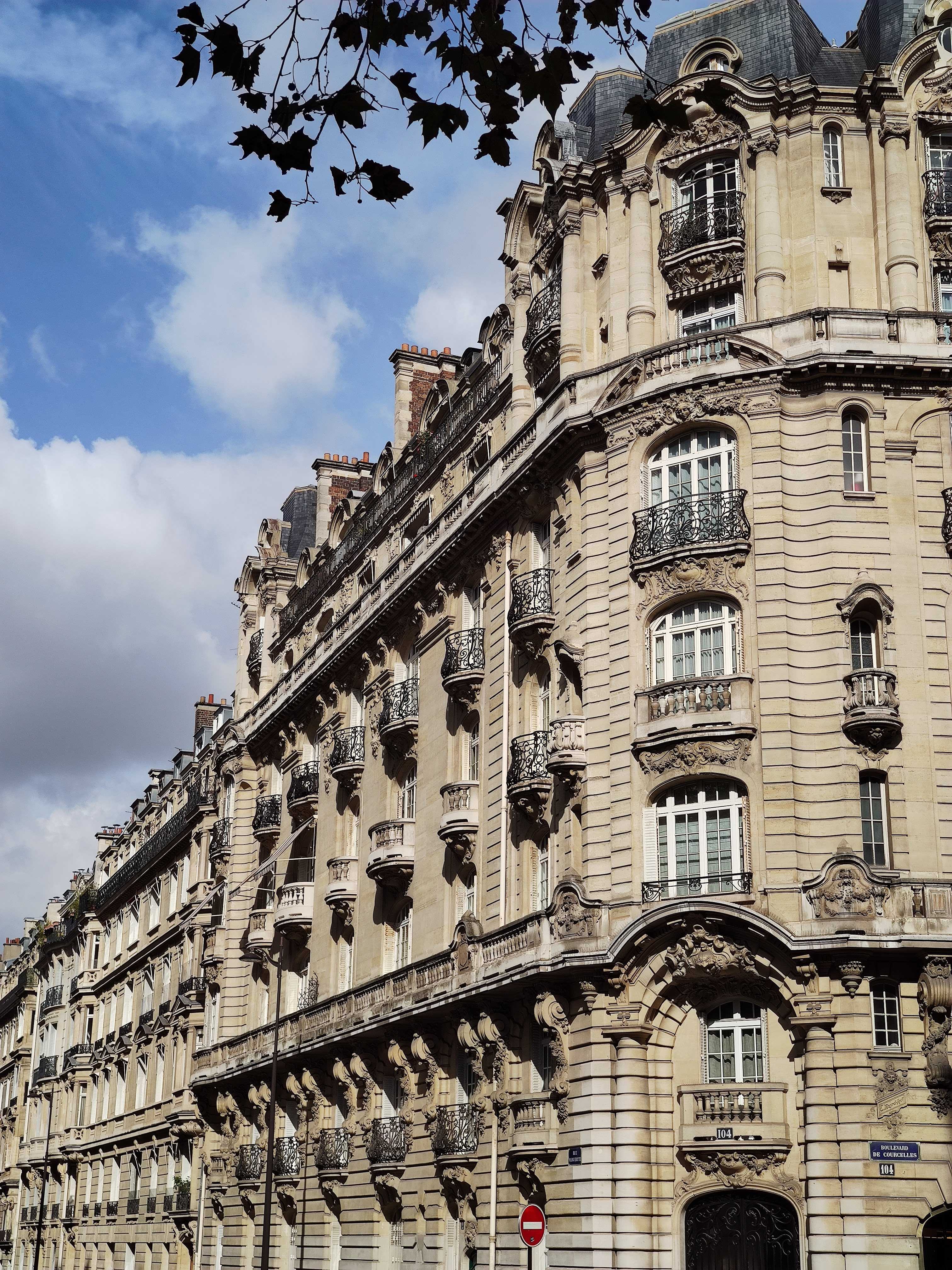
1901 : 104, boulevard de Courcelles, 17e arrondissement.
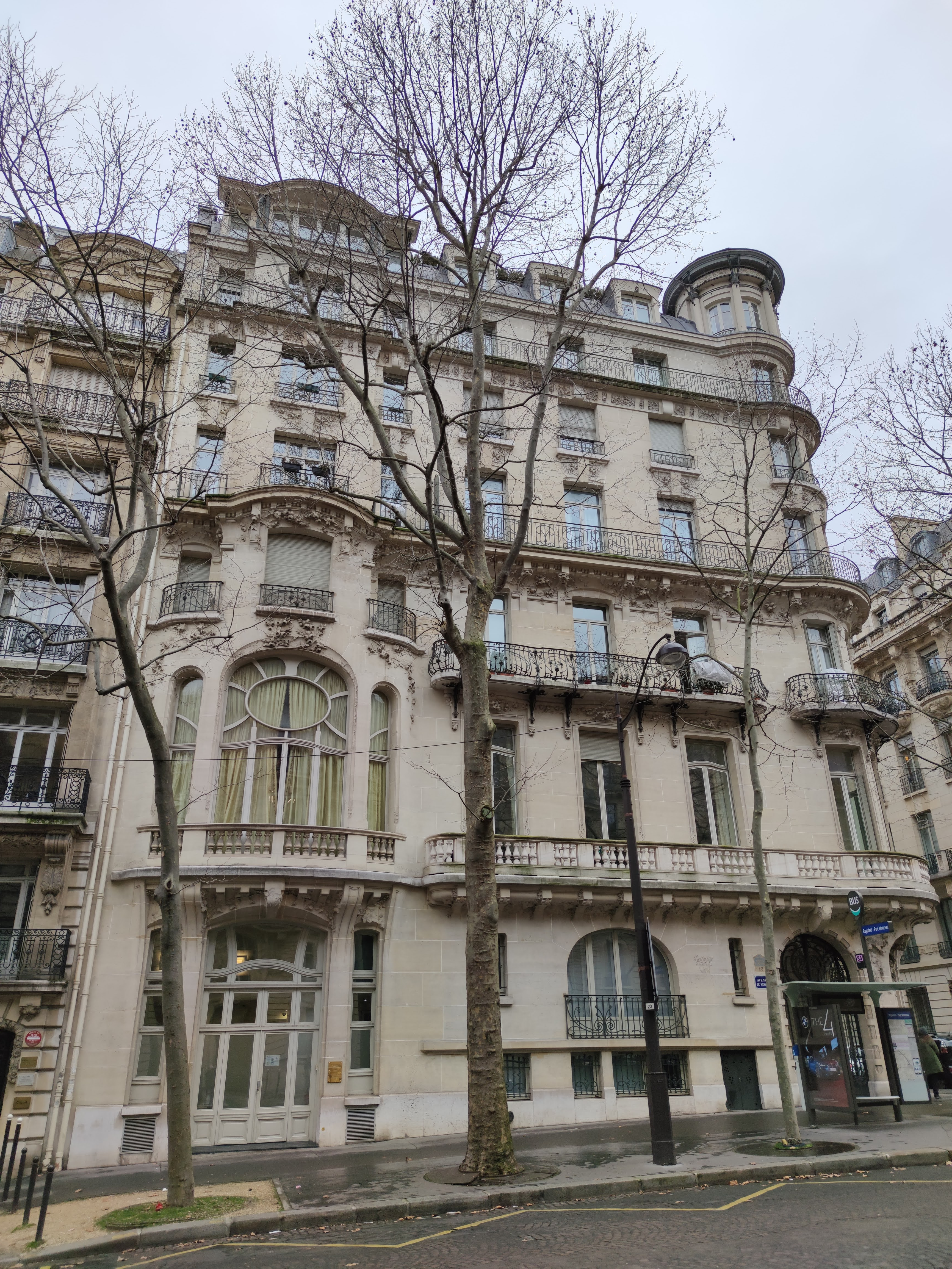
1907 : 23, avenue de Messine, 8e arrondissement.
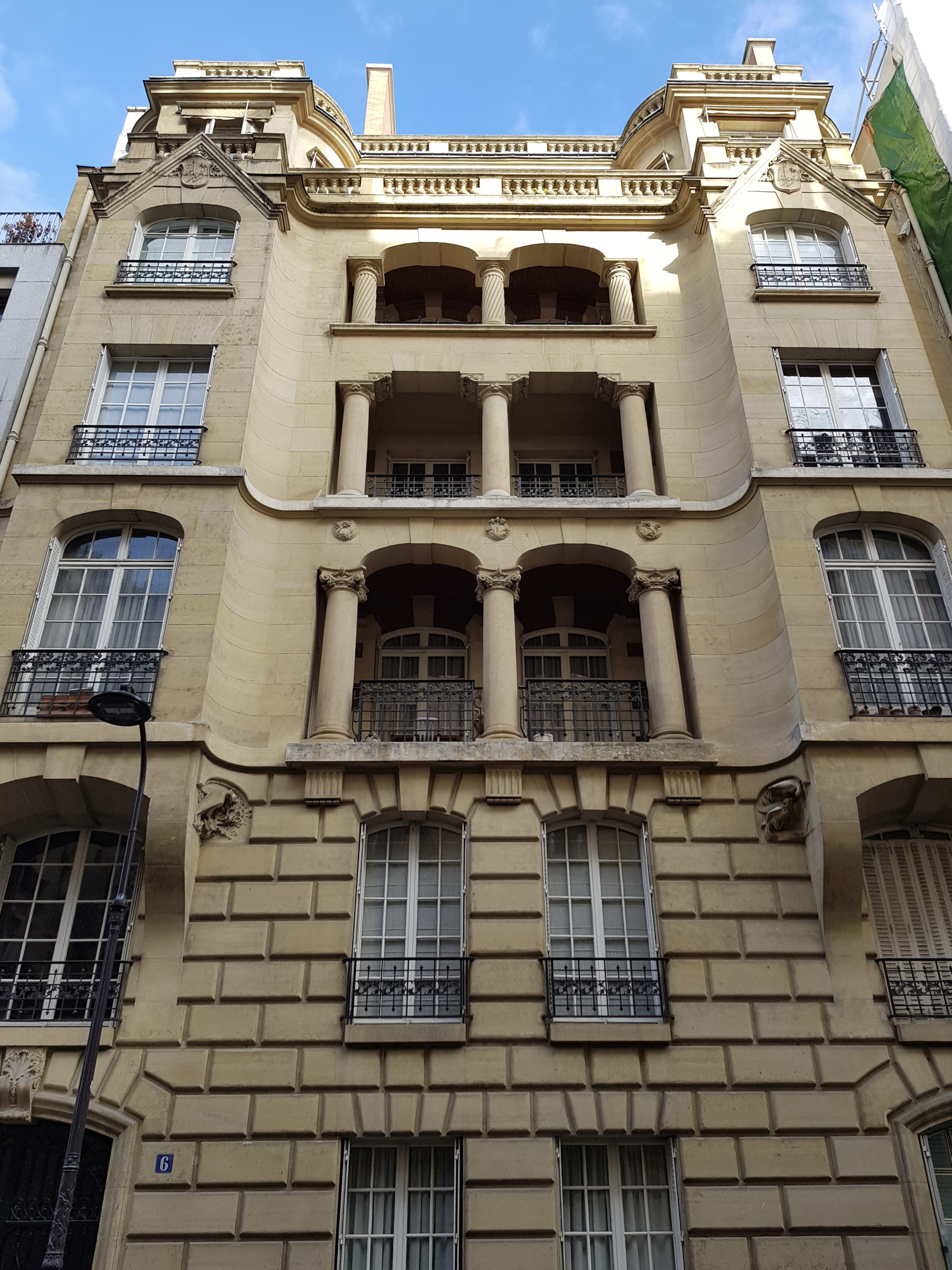
1909 : 6, rue Dufrenoy, 16e arrondissement.
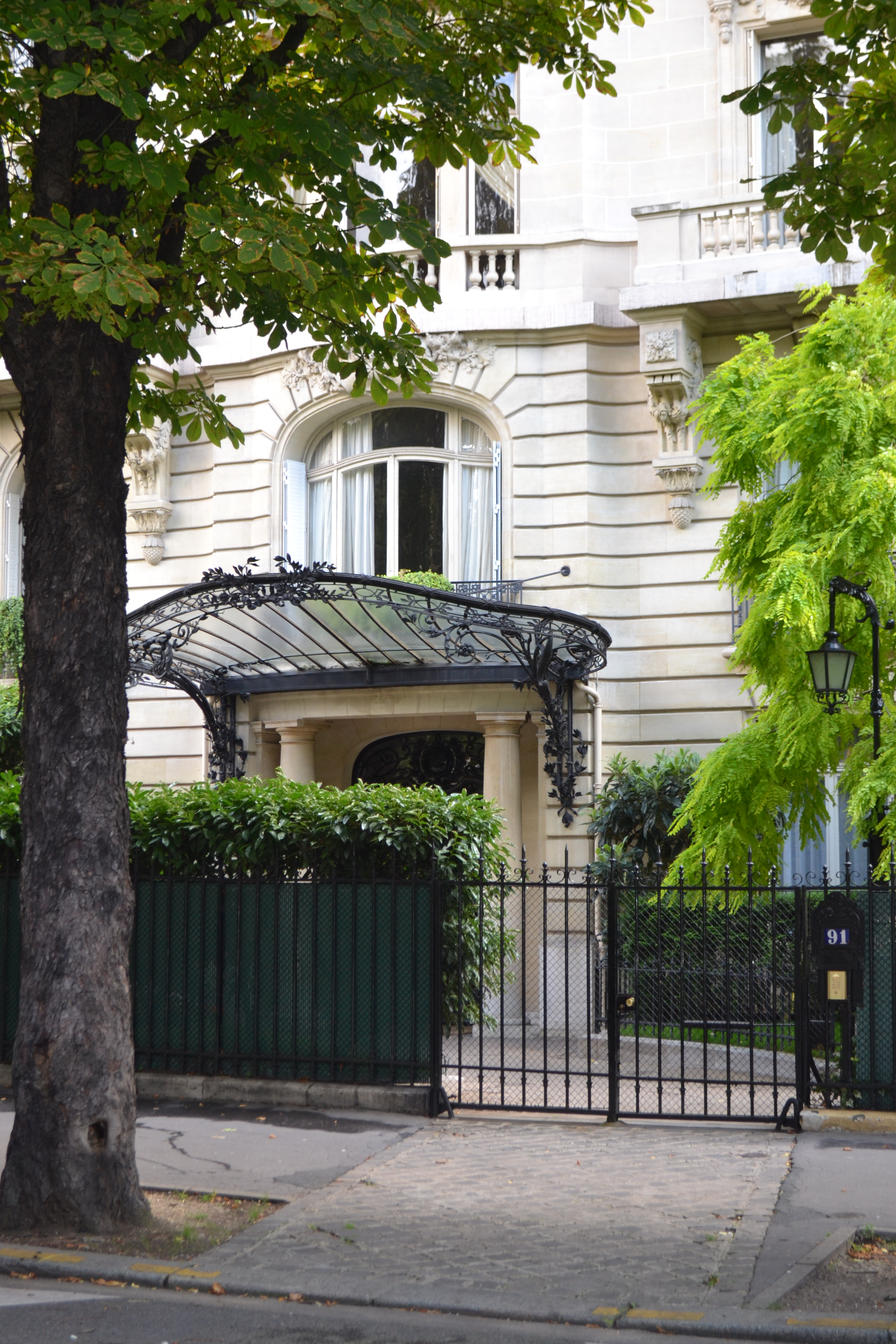
1912 : 91, avenue Henri-Martin, 16e arrondissement.
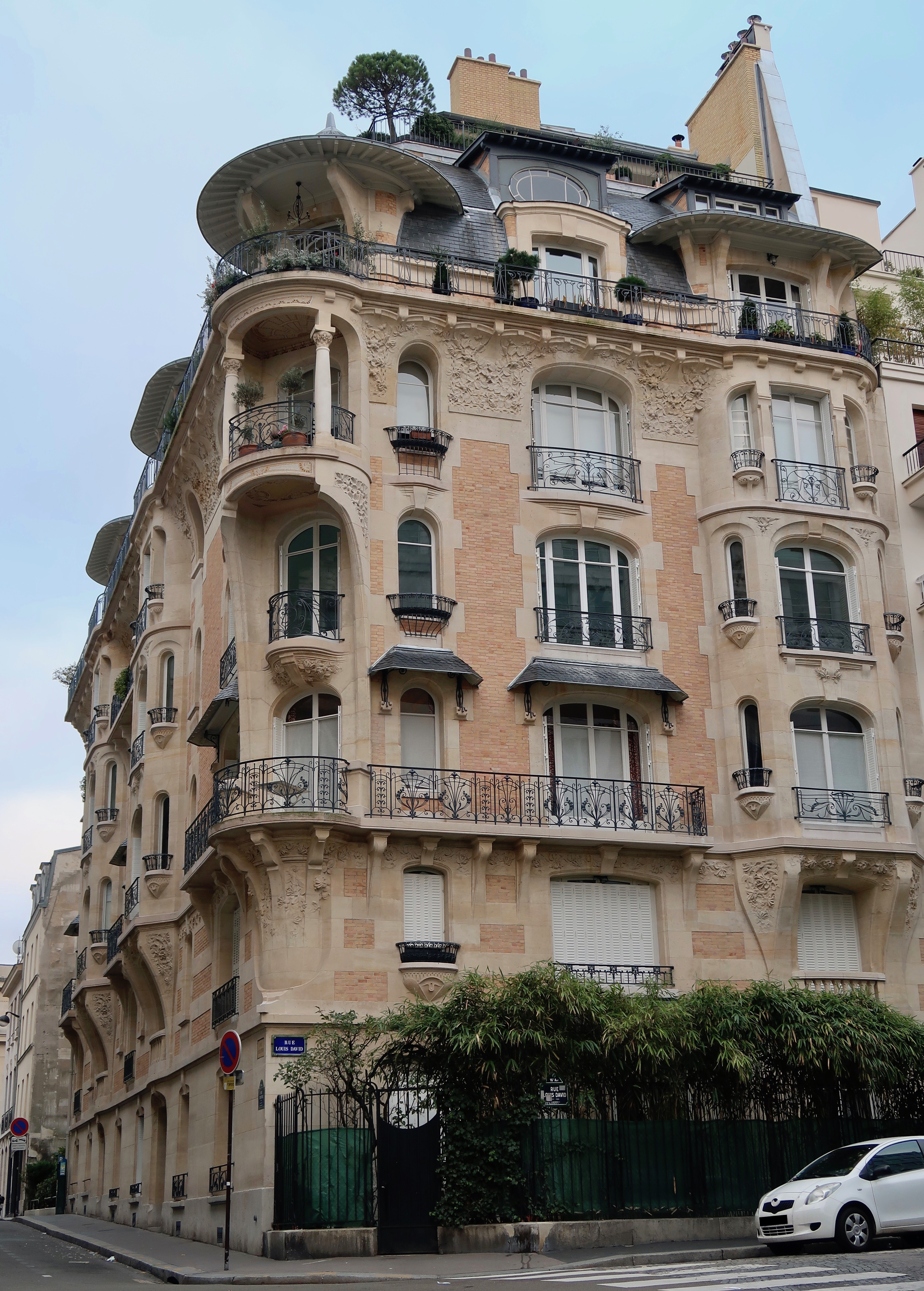
1922 : 39, rue Scheffer, 16e arrondissement.
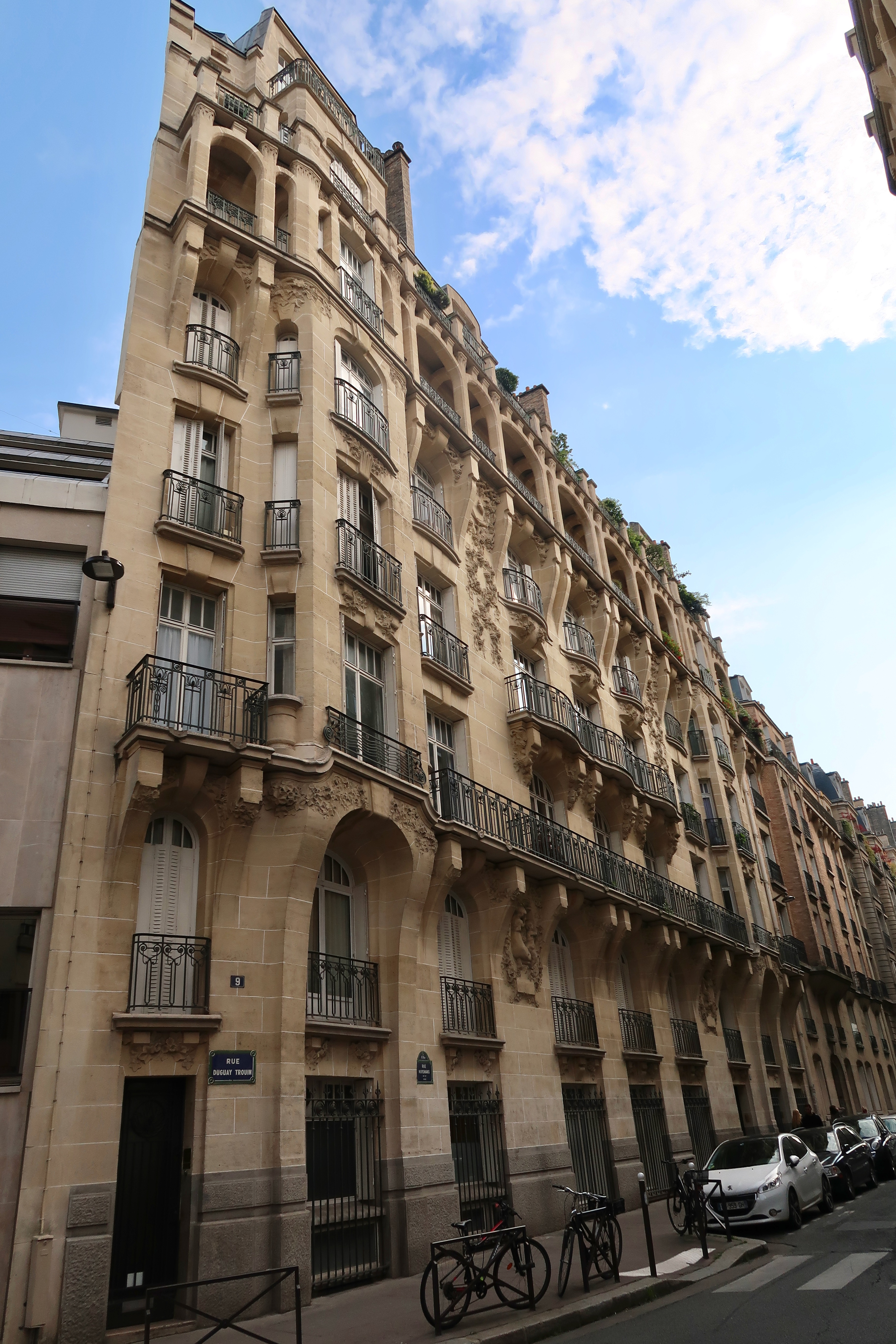
1922-1923 : 1, rue Huysmans, 6e arrondissement.